# Nikde v Africe (film)
Nikde v Africe je německé filmové drama režisérky Caroline Link z roku 2001. Film je zpracováním stejnojmenného autobiografického románu Stefanie Zweig.

## Děj
Německá židovská rodina Redlich uteče před nacisty roku 1938 do Keni. Walter Redlich zde pracuje jako správce na jedné farmě. Jeho žena Jettel si nejprve jen velice těžko zvyká na život v cizím prostředí. Její malé dcerce Regině se zde však velmi líbí a přímo tu rozkvétá. Naučí se svahilsky a poznává místní zvyky. V kuchaři Owuorovi najde dobrého přítele.
Manželé Redlichovi si jsou však stále více cizí. Když vypukne válka, jsou jako němečtí občané internováni a až po nějaké době mohou svobodně žít. Walter se na konci války přihlásí do britské armády a vzdálí se od rodiny. Regina začne navštěvovat místní anglickou školu. Po válce se chce Walter vrátit do Německa, kde má slíbenou práci soudce, ale Jettel se z Keni nechce. Nakonec se nechá přemluvit, celá rodina se vrací, ale se svojí novou vlastní se loučí jen těžce.

## Hrají
| Juliane Köhler      | Jettel Redlich               |
| Merab Ninidze       | Walter Redlich               |
| Sidede Onyulo       | Owuor                        |
| Matthias Habich     | Süßkind                      |
| Lea Kurka           | Regina Redlich (mladší)      |
| Karoline Eckertz    | Regina (starší)              |
| Gerd Heinz          | Max                          |
| Hildegard Schmahl   | Ina                          |
| Maritta Horwarth    | Liesel                       |
| Regine Zimmermann   | Käthe                        |
| Gabrielle Odinis    | služebná Klara               |
| Bettina Redlich     | Mrs. Sadler                  |
| Julia Leidl         | Inge                         |
| Mechthild Grossmann | Elsa Konrad                  |
| Joel Wajsberg       | Hubert                       |
| Miriam Wajsberg     | Ruth                         |
| Marian Lösch        | Johannes                     |
| Bela Klenze         | chlapec se sáněmi            |
| Peter Lenaeku       | Jogona jako chlapec          |
| Silas Kerati        | Jogona jako dospělý          |
| Kanyaman            | Kimani                       |
| Andy Rashleigh      | kapitán Caruther             |
| Anthony Bate        | Mr. Brindley                 |
| David Michaels      | Robert Green                 |
| Steve Weston        | Mr. Morrison                 |
| Diane Keen          | Mrs. Rubens                  |
| Andrew Sachs        | Mr. Rubens                   |
| Ken Brown           | Bure                         |
| Levit Pereira       | Daji Jiwan                   |
| Steven Price        | britský důstojník v Norfolku |
| M.M. Shah           | Patel                        |
| Herbert Knaup       | Walter Redlich (hlas)        |

## Zajímavosti
- Snímek byl točen v Keni, kde se skutečně odehrává děj románové předlohy.

## Ocenění
- Roku 2003 byl snímek oceněn Oscarem za nejlepší neanglicky mluvený snímek. Caroline Link se předávání z rodinných důvodů nezúčastnila.
- Roku 2002 získal film Bavarian Film Award za produkci (Andreas Bareiß, Gloria Burkert, Peter Herrmann – spolu se snímkem Der Felsen).
- V roce 2003 byl snímek oceněn Bavarian Film Award – cenou publika.
- Roku 2002 získal film na festivalu Bordeaux International Festival of Women in Cinema cenu Golden Wawe za nejlepší film (Caroline Link) a scénář (taktéž Caroline Link).
- V roce 2002 byl snímek na festivalu Camerimage nominován na cenu za nejlepší kameru Golden Frog.
- V roce 2003 získal snímek na festivalu Euregio Filmball cenu Euregio Film Award pro nejlepšího dorosteneckého herce (Lea Kurka). Také byl nominován na cenu publika.
- Roku 2002 si snímek odnesl pět hlavních německých filmových cen (Film Award in Gold) – za film samotný, za kameru, za režii, za hudbu a Matthias Habich za herce ve vedlejší roli. Juliane Köhler byla pak nominována na cenu pro nejlepší herečku.
- Roku 2003 byl film nominován na Zlatý globus pro nejlepší neanglicky mluvený snímek.
- V roce 2002 si film odnesl cenu Guild Film Award - Silver za nejlepší německý film.
- Roku 2002 získal snímek cenu publika na festivalu Hamptons International Film Festival.
- V roce 2002 byl film oceněn cenou publika na festivalu High Falls Film Festival.
- Roku 2002 byl snímek na festivalu v Karlových Varech oceněn cenou FIPRESCI a speciální cenou poroty. Dále byl zde film nominován na Křišťálový globus.
- V roce 2002 byl snímek na festivalu St. Louis International Film Festival oceněn cenami Interfaith Award (spolu s filmem Ali Zaoua, prince de la rue) a International Film Award.
- Roku 2002 byl získal film na festivalu Valladolid International Film Festival cenu Golden Spike.